# Cybermatt
Cybermatt (Cyberchase) est une série télévisée d'animation canado–américaine produite par WNET et Nelvana et diffusée depuis le 21 janvier 2002 dans le bloc PBS Kids sur le réseau PBS et à partir du 1er juillet 2002 sur le réseau CBC.
Elle a été diffusée en France sur Télétoon à partir du 4 septembre 2003, et en Belgique sur Club RTL. Elle reste inédite dans les autres pays francophones.

## Synopsis
La série prend des mesures dans le cyberespace, un monde virtuel, et raconte les aventures de trois enfants, Jackie, Matt et Inez, qui utilisent les mathématiques et la résolution de problèmes expériences pour sauver le cyberespace.

## Personnages

### Protagonistes
- Jackie
- Matt
- Inez
- Digit, un oiseau robot

### Récurrents
- Carte mère
- Dr Marbles

### Antagonistes
- Le Hacker
- Bogue*
- Pixel*

*(selon la deuxième saison française de Cybermatt)

### Real World
- Bianca DeGroat
- Harry Wilson

## Voix françaises
- Delphine Moriau: Jackie
- Nathalie Stas: Matt
- Sabrina Leurquin: Inez
- Nicolas Dubois: Digite
- Jean-Paul Dermont: le Hacker
- Peppino Capotondi : Bogue
- Jean-Pierre Denuit : Delete, Slider
- Aurélien Ringelheim
- Marie-Line Landerwyn
- Version Française: MADE IN EUROPE
- Adaptation: Anne Goldstein
- Directeur de Plateau: Gérard Boucaron
- Chant : Mélanie Dermont